# Saint-André-Goule-d’Oie
Saint-André-Goule-d’Oie település Franciaországban, Vendée megyében. Lakosainak száma 1942 fő (2022. január 1.). Saint-André-Goule-d’Oie Chauché, Chavagnes-en-Paillers, Essarts-en-Bocage, La Rabatelière, Sainte-Florence, Saint-Fulgent, Vendrennes és Les Essarts községekkel határos.

## Népesség
A település népessége az elmúlt években az alábbi módon változott:
| Lakosok száma | 1764 | 1804 | 1835 | 1832 | 1844 | 1892 | 1916 | 1924 | 1942 |
|               | 2013 | 2015 | 2016 | 2017 | 2018 | 2019 | 2020 | 2021 | 2022 |